# Barbakan (Krakau)
De Barbakan in de Poolse stad Krakau is een barbacane (versterkte buitenpost) die zich thans bevindt in het stadspark Planty. Het is een van de weinige overgebleven onderdelen van de verdedigingswerken van Krakau en gaf toegang tot de Florianuspoort. Momenteel is het een toeristische trekpleister en expositieruimte voor het Stedelijk Historisch Museum. Het is het best bewaard gebleven barbacane van Europa en een beschermd architectonisch monument in Polen.

## Geschiedenis
Het werd gebouwd in gotische stijl in 1498 en 1499, nadat Jan Albrecht door de Ottomanen bij Bulkowina was verslagen. De Barbakan was oorspronkelijk omringd door een gracht en verbonden met de Florianuspoort via een overdekte gang. Het verdedigingswerk is in de tweede helft van de 16e eeuw in de renaissancestijl herbouwd. 
De Barbakan is in de 19e eeuw gedeeltelijk gesloopt en raakte tijdens de Tweede Wereldoorlog beschadigd. Het bouwwerk is na de oorlog hersteld.

## Ontwerp
Het ronde gebouw heeft een binnenplaats met een doorsnede van 24,40 meter en buitenmuren van 3 meter dik met 130 schietgaten. Het dak wordt onderbroken door zeven ronde en achthoekige torentjes. Het ontwerp toont de veranderen die op militaire bouwwerken zijn geïntroduceerd door de snelle ontwikkeling van de artillerie.

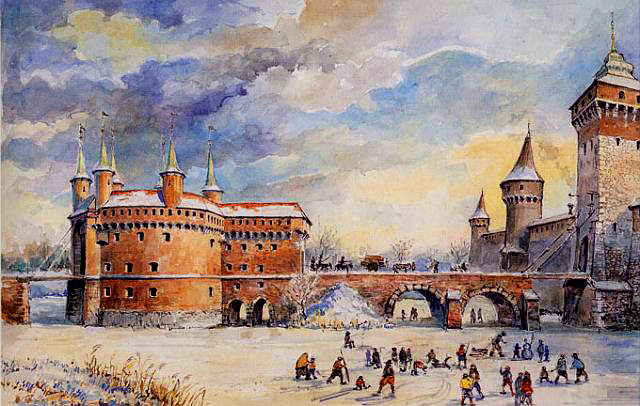
De verdedigingsmuren van de Barbican en de verbindingsbrug van vóór de 19e-eeuwse sloop